# Melicertoides octolabiatis
Melicertoides octolabiatis is een hydroïdpoliep uit de familie Melicertidae. De poliep komt uit het geslacht Melicertoides. Melicertoides octolabiatis werd in 1991 voor het eerst wetenschappelijk beschreven door Xu, Huang & Chen. 